# Santa Rosalía (Jalisco)
Santa Rosalía es una localidad del estado mexicano de Jalisco. Es parte del municipio de Etzatlán.

## Toponimia
El nombre «Santa Rosalía» hace referencia a la santa patrona de la localidad: Rosalía de Palermo.

## Demografía
| Gráfica de evolución demográfica |
|                                  |

| Censo | Población |
| ----- | --------- |
| 1900  | 26        |
| 1910  | 24        |
| 1921  | 34        |
| 1930  | 270       |
| 1940  | 370       |
| 1950  | 405       |
| 1960  | 596       |
| 1970  | 735       |
| 1980  | 897       |
| 1990  | 946       |
| 2000  | 1 072     |
| 2010  | 1 193     |
| 2020  | 1 436     |